# JAPW Tag Team Championship
Il JAPW Tag Team Championship è la divisione di coppia della Jersey All Pro Wrestling. Attivo dal 1997, è ancora difeso nella federazione.

## Albo d'oro
| Wrestlers                                                       | Regni | Data             | Luogo            | Note |
| --------------------------------------------------------------- | ----- | ---------------- | ---------------- | --- |
| The Blood Angels Diablos Macabre & Lucifer Grimm                | 1     | 5 dicembre 1997  | Bayonne          | Sconfiggendo Don Montoya e Homicide in un Barbed Wire Match, diventando primi campioni.                    |
| The Sickness Twiggy Ramirez & Adorable Anthony                  | 1     | 6 febbraio 1998  | Bayonne          | |
| The Nation of Immigration Homicide & Kane D                     | 1     | 22 marzo 1998    | Newark           | Sconfiggendo The Blood Angels e The Sickness in un Triple Treath Tag Team Match.                           |
| The Skin Head Express Lord Zieg & Crazy Ivan                    | 1     | 20 maggio 1998   | Bayonne          | |
| Vacante                                                         |       | Luglio 1998      | North Bergen     | |
| The Haas Brothers Russ & Charlie Haas                           | 1     | 22 luglio 1998   |                  | Sconfiggendo Skin Head Express e Nation of Immigration in un Triple Treath Tag Team Match.                 |
| The Nation of Immigration                                       | 2     | 25 agosto 1998   |                  | In un Weapons Match.                                                                                       |
| D-Sex Trent Acid & Billy Reil                                   | 1     | 29 gennaio 1999  | Bayonne          | |
| The Big Unit Dave Desire & Rick Silver                          | 1     | 26 febbraio 1999 | Bayonne          | |
| The Haas Brothers                                               | 2     | 21 maggio 1999   | Bayonne          | Sconfiggendo Rick Silver in un Handicap Match.                                                             |
| Da Hit Squad Mafia & Monsta Mack                                | 1     | 25 febbraio 2000 | Bayonne          | Sconfiggendo The Big Unit e The Haas Brothers in un Triple Treath Tag Team Match.                          |
| Don Montoya & Homicide(3)                                       | 1     | 9 settembre 2000 | Sayreville       | |
| Da Hit Squad                                                    | 2     | 17 novembre 2000 | Bayonne          | |
| Dixie & The Insane Dragon                                       | 1     | 18 maggio 2001   | Philadelphia     | Questo match ebbe luogo alla ECW Arena.                                                                    |
| Da Hit Squad                                                    | 3     | 7 luglio 2001    | Philadelphia     | |
| Mikey Whipwreck & JT Jobber                                     | 1     | 18 agosto 2001   | Philadelphia     | |
| Da Hit Squad                                                    | 4     | 24 agosto 2001   | Bayonne          | Sconfiggendo Youth Gone Wild e Mikey Whipwreck & JT Jobber in un Triple Treath Tag Team Match.             |
| The Shane Twins Mike & Todd Shane                               | 1     | 3 maggio 2002    | St. Petersburg   | |
| Vacante                                                         |       | 13 luglio 2002   | Seaside Heights  | Mike e Todd Shane vennero privati dei titoli                                                               |
| Insane Dragon & Jay Briscoe                                     | 1     | 13 luglio 2002   | Seaside Heights  | Vinsero un Triple Treath Match, quando Dragon e Briscoe schienarono ognuno un membro della Da Hit Squad.   |
| Da Hit Squad                                                    | 5     | 19 agosto 2002   | Seaside Heights  | Sconfiggendo Jay Briscoe & Insane Dragon e Deranged & Mark Briscoe in un TLC Triple Treath Tag Team Match. |
| Dirty Rotten Scoundrels E.C. Negro & Casey Blade                | 1     | 25 gennaio 2003  | Bayonne          | Sconfiggendo Mafia in un Handicap Match.                                                                   |
| April Hunter & Slyck Wagner Brown                               | 1     | 27 novembre 2003 | Rahway           | |
| Shaolin Wrecking Crew Magic & Suba                              | 1     | 6 marzo 2004     | South Plainfield | |
| The Solution Papadon & Havoc                                    | 1     | 4 aprile 2004    | Rahway           | |
| The Christopher Street Connection Buff E. & Mace Mendoza        | 1     | 10 dicembre 2004 | Rahway           | |
| Strong Styles Thugs B-Boy & Homicide(4)                         | 1     | 29 gennaio 2005  | Rahway           | |
| Teddy Hart & Jack Evans                                         | 1     | 26 marzo 2005    | Rahway           | In uno Steel Cage Match, grazie all'aiuto di Jim Neidhart.                                                 |
| Backseat Boyz Trent Acid(2) & Johnny Kashmere                   | 1     | 16 luglio 2005   | Rahway           | Sconfiggendo Jack Evans in un Handicap Match. Hart non presenziò per problemi di documenti all'aeroporto.  |
| Teddy Hart(2) & Homicide(5)                                     | 1     | 22 ottobre 2005  | Atlantic City    | Sconfiggendo i Briscoe Brothers, SATs e i Backseat Boyz in un Fatal 4-Way Tag Team Match.                  |
| Backseat Boyz                                                   | 2     | 12 novembre 2005 | Rahway           | Trent Acid sconfisse Teddy Hart in uno Street Fight Match. Poi scelse Kashmere come suo partner.           |
| The S.A.T. Jose & Joel Maximo                                   | 1     | 3 dicembre 2005  | Braintree        | Sconfiggendo Trent Acid in un Handicap Match.                                                              |
| The Outcast Killahs Oman Tortuga & Diablo Santiago              | 1     | 20 maggio 2006   | Rahway           | In un TLC Match.                                                                                           |
| Jay Lethal & Azrieal                                            | 1     | 28 ottobre 2006  | Rahway           | Sconfiggendo SAT e Outcast Killaz.                                                                         |
| The Latin American Xchange Homicide(6) & Hernandez              | 1     | 9 giugno 2007    | Rahway           | |
| The F.B.I. Little Guido e Tracy Smothers                        | 1     | 15 novembre 2008 | Jersey City      | |
| D-N-A Dixie(2) & Azrieal(2)                                     | 1     | 13 dicembre 2008 | Rahway           | |
| The Garden State Gods Corvis Fear & Myke Quest                  | 1     | 28 marzo 2009    | Rahway           | |
| The Hillbilly Wrecking Crew Brodie Lee & Necro Butcher          | 1     | 1º agosto 2009   | Jersey City      | |
| The Heavy Hitters Monsta Mack(6) & Havok                        | 1     | 23 gennaio 2010  | Rahway, NJ       | |
| The United States Death Machine Sami Callihan & Chris Dickinson | 1     | 23 ottobre 2010  | Jersey City      | In un Triple Treath Match, che includeva anche Axl Rotten e Balls Mahoney                                  |
| Da Hit Squad                                                    | 6     | 10 dicembre 2010 | Rahway           | |
| The Hillbilly Wrecking Crew Necro Butcher (2) & Nick Gage       | 2     | 11 dicembre 2010 | Philadelphia     | |
| Vacante                                                         |       | 15 aprile 2011   |                  | La JAPW rese vacante i titoli alla mezzanotte del 15 aprile 2011.                                          |
| Strong Style Thugz Eddie Kingston & Homicide                    | 1     | 14 aprile 2012   | Rahway, NJ       | Sconfiggendo Joker e Sabian in un Ghetto Street Fight Match.                                               |